# Amityville (seria filmów)
Seria horrorów o Amityville i nawiedzonym domu:
- Amityville Horror (1979)
- Amityville II: Opętanie (1982)
- Amityville III: Demon (1983)
- Amityville 4 - Ucieczka Diabła (TV; 1989)
- Klątwa Amityville (video; 1990)
- Amityville 1992: Najwyższy czas (video; 1992)
- Amityville Horror - Następne pokolenie (video; 1993)
- Amityville: Drzwi do piekła (video 1996)
- Amityville (remake z 2005)
- The Amityville Haunting (2011)
- The Amityville Asylum (2013)
- Amityville Death House (2015)
- The Amityville Playhouse (2015)
- Amityville: The Awakening  (2017)